# Gouvernement Belka I
Pour les articles homonymes, voir Cabinet Belka.
 (septembre 2023).
Si vous disposez d'ouvrages ou d'articles de référence ou si vous connaissez des sites web de qualité traitant du thème abordé ici, merci de compléter l'article en donnant les références utiles à sa vérifiabilité et en les liant à la section « Notes et références ».
IIIe République de Pologne
Miller Belka II
Le gouvernement Belka I (en polonais : Pierwszy rząd Marka Belki) dirige la République de Pologne entre le 2 mai et le 11 juin 2004, durant la quatrième législature de la Diète de Pologne.

## Coalition et historique
Dirigé par le nouveau président du Conseil des ministres social-démocrate Marek Belka, anciennement ministre des Finances, ce gouvernement est composé et soutenu par l'Alliance de la gauche démocratique (SLD) et l'Union du travail (UP). Ensemble, ils disposent de 179 députés sur 460, soit 38,9 % des sièges de la Diète.
Il est formé à la suite de la démission du social-démocrate Leszek Miller et succède à son gouvernement, constitué et soutenu par la SLD, le Parti populaire polonais (PSL) et l'UP. Disposant d'une large majorité à la suite des élections législatives de 2001, Miller a progressivement perdu le soutien de l'opinion du fait de nombreux scandales de corruption. Il remet sa démission le 2 mai 2004, au lendemain de l'adhésion de la Pologne à l'Union européenne.
Lors du vote de confiance le 14 mai, le gouvernement est largement défait. Seuls 188 députés votent en sa faveur, tandis que 262 s'y opposent. En plus des partis de droite, le PSL et la Social-démocratie de Pologne (SDPL, dissidence de la SLD) émettent un vote défavorable. Belka est cependant confirmé par le président de la République Aleksander Kwaśniewski, les députés ayant échoué à présenter leur propre candidat. Il constitue alors son second gouvernement et remporte, le 24 juin, la confiance des parlementaires.

## Composition
| Portefeuille                                                                                 | Titulaire | Titulaire                               | Parti |
| -------------------------------------------------------------------------------------------- | --------- | --------------------------------------- | ----- |
| Président du Conseil des ministres                                                           |           | Marek Belka                             | SLD   |
| Vice-président du Conseil des ministres Ministre de l'Économie et du Travail                 |           | Jerzy Hausner                           | SLD   |
| Vice-présidente du Conseil des ministres                                                     |           | Izabela Jaruga-Nowacka                  | UP    |
| Ministre des Affaires étrangères                                                             |           | Włodzimierz Cimoszewicz                 | SLD   |
| Ministre de la Défense nationale                                                             |           | Jerzy Szmajdziński                      | SLD   |
| Ministre de l'Intérieur et de l'Administration                                               |           | Ryszard Kalisz                          | SLD   |
| Ministre de la Justice                                                                       |           | Marek Saodwski                          | Aucun |
| Ministre des Finances                                                                        |           | Andrzej Raczko                          | Aucun |
| Ministre du Trésor d'État                                                                    |           | Jacek Socha                             | Aucun |
| Ministre des Infrastructures                                                                 |           | Krzysztof Opawski                       | Aucun |
| Ministre de l'Agriculture et du Développement rural                                          |           | Wojciech Olejniczak                     | SLD   |
| Ministre de la Politique sociale                                                             |           | Krzysztof Pater                         | Aucun |
| Ministre de la Santé                                                                         |           | Wojciech Rudnicki (jusqu'au 19/05/2004) | Aucun |
| Ministre de la Santé                                                                         |           | Jerzy Hausner (intérim)                 | SLD   |
| Ministre de l'Éducation nationale et des Sports                                              |           | Mirosław Sawicki                        | Aucun |
| Ministre de la Culture                                                                       |           | Waldemar Dąbrowski                      | Aucun |
| Ministre de la Science et des Technologies de l'information                                  |           | Michał Kleiber                          | Aucun |
| Ministre de l'Environnement                                                                  |           | Jerzy Swatoń                            | SLD   |
| Ministre sans portefeuille Chef de la chancellerie de la présidence du Conseil des ministres |           | Sławomir Cytrycki                       | SLD   |